# هايال كهرمان أوزالب
هايال كهرمان أوزالب (بالتركية: Hayal Kahraman Özalp)‏ هي ممثلة تركية ولدت في يوم 7 نيسان 1985 في مدينة إسطنبول. بدأت التمثيل في سنة 2008 ومثلت في عدة أفلام ومسلسلات.